# دوري كرة السلة الوطني الأرجنتيني 2011–12
دوري كرة السلة الوطني الأرجنتيني 2011–12 (بالإسبانية: Liga Nacional de Básquet 2011-12)‏ هو موسم من دوري كرة السلة الوطني الأرجنتيني. كان عدد الأندية المشاركة فيه  16، وفاز فيه بينارول دي مار ديل بلاتا.